# アーロン・ヴェイル

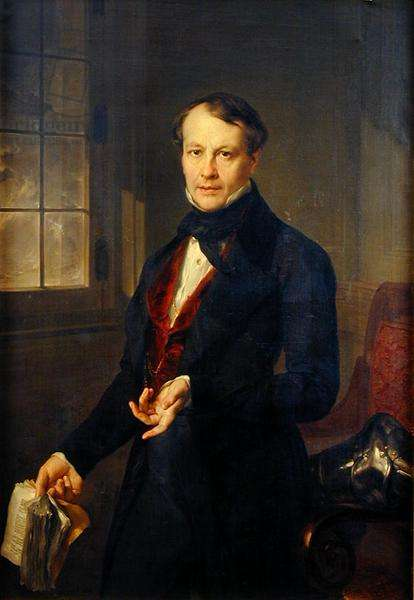
アーロン・ヴェイル

アーロン・ヴェイル（Aaron Vail, 1796年 - 1878年11月4日）は、アメリカ合衆国の外交官。

## 生涯
1796年、ヴェイルはニューヨーク州ニューヨークにおいて、アーロン・ヴェイル (Aaron Vail) とデュボア・デ・コルビエール (Dubois Des Corbieres) の息子として誕生した。
1831年、ヴェイルは駐イギリス公使に任ぜられたマーティン・ヴァン・ビューレンに随伴して、イギリスに赴いた。ヴェイルはイギリス公使館で書記官となった。ヴァン・ビューレンが公使を退任した後の1832年4月4日、ヴェイルは臨時代理公使として指名を受けた。その後1832年7月13日、ヴェイルは正式な代理公使として任命を受けた。ヴェイルが代理公使としての信任状を奉呈した記録は残っていない。ヴェイルは1836年7月13日まで代理公使を務めた。
1838年、ヴェイルは合衆国の特別外交使節としてカナダに赴いた。1838年6月26日、ヴェイルは国務省首席事務官に任命された。ヴェイルは1840年7月15日まで国務省首席事務官を務めた。
1840年5月20日、ヴェイルは駐スペイン代理公使に任命された。ヴェイルは1840年11月5日に信任状を奉呈して着任し、1842年8月1日まで代理公使を務めた。ヴェイルは合衆国に帰国後、ニューヨークに居住した。1842年、ヴェイルは陸軍省首席事務官を務めた。
1853年、フランクリン・ピアースが大統領に就任すると、ヴェイルはピアース大統領から国務次官補への就任を依頼された。ヴェイルはこれを断った。1857年、ジェームズ・ブキャナンが大統領に就任すると、ヴェイルはブキャナン大統領から駐フランス公使への就任を依頼された。ヴェイルはこれを断った。
1878年1月4日、ヴェイルはフランスのポーで死去した。

## 家族
1835年8月24日、ヴェイルはニューヨーク市内の著名な商人ローレント・サレス (Laurent Salles) の娘のエミリー・サレス (Emilie Salles) と結婚した。2人の間には5人の子供が生まれ、そのうち1男2女が成人まで生存した。